# Punta Innominata
La Punta Innominata (Pointe innomée in francese) (3.732 m s.l.m.) è una montagna del massiccio del Monte Bianco, situata sul versante italiano del medesimo. Si trova lungo la Cresta dell'Innominata.

## Caratteristiche
È la sommità più significativa della Cresta dell'Innominata. Dalla vetta si gode di una visione ampia sul versante italiano del Monte Bianco.

## Salita alla vetta
Si può salire sulla vetta partendo dal Rifugio Monzino. La via normale risale la cresta sud-est ed è valutata AD.